# Santa Fe-Carlos Jáuregui
Santa Fe-Carlos Jáuregui è una stazione della linea H della metropolitana di Buenos Aires.
Si trova sotto all'intersezione delle avenida Santa Fe e Pueyrredón, nel barrio di Recoleta.
È un'importante stazione di scambio e permette l'accesso alla stazione Pueyrredón della linea D.

## Storia
I lavori di costruzione iniziarono il 17 gennaio 2012. La stazione fu inaugurata il 12 luglio 2016 in una cerimonia presieduta dal presidente argentino Mauricio Macri.
Pochi giorni dopo la sua apertura, tre consiglieri della legislatura di Buenos Aires hanno proposto di intitolare la stazione a Carlos Jáuregui, primo presidente della Comunità Omosessuale Argentina e militante LGBT. La proposta ha ricevuto il sostegno del capo del governo della capitale argentina Horacio Rodríguez Larreta. Il 1º settembre 2016 l'assemblea legislativa ha approvato il cambio di denominazione.

## Interscambi
Nelle vicinanze della stazione effettuano fermata diverse linee di autobus urbani ed interurbani.
- Fermata metropolitana (Pueyrredón, linea D)
- Fermata autobus

## Servizi
La stazione dispone di:
- Accessibilità per portatori di handicap
- Ascensori
- Scale mobili
- Biglietteria a sportello
- Biglietteria automatica